# Slanská Huta
Slanská Huta (maďarsky Szalánchuta) je obec v okrese Košice-okolí na Slovensku.

## Historie
První písemná zmínka o obci pochází z roku 1722, kdy je obec uvedena jako Szalánc Huta. Do roku 1880 byla součástí obce Nový Salaš, na jejímž území vznikla. V letech 1920 až 1927 byla obec vedena pod názvem Sálancká Huta.